# 7. дан
Седми дан, стилизовано као 7. дан, други је студијски албум српског репера Стефана Димитријевића Леона, објављен 10. јануара 2024. године на официјалном јутјуб каналу музичара и стриминг платформама од стране ЕМДЦ Нетворка, уз подршку Сокер бета. На алабуму се налазе колаборације са Ванесом и Биеном. Све песме су заједно радили Леон и Биен, а снимљен је спот са дует Моја браћа са Биеном. Паралелно са албумом Леон је објавио и дует Око моје са Ђексоном.

## Списак песама
| №  | Назив             | Текст                                    | Музика     | Трајање |  |
| 1. | Кокаина           | Стефан Димитријевић Леон, Биен (музичар) | Леон, Биен | 2:53    |  |
| 2. | Пола 3            | Леон, Биен                               | Леон, Биен | 2:38    |  |
| 3. | Екстази           | Леон, Биен                               | Леон, Биен | 2:13    |  |
| 4. | Није ме брига     | Леон, Биен                               | Леон, Биен | 1:48    |  |
| 5. | 7. дан            | Биен, Леон                               | Биен, Леон | 1:50    |  |
| 6. | Моет              | Леон, Биен                               | Леон, Биен | 2:15    |  |
| 7. | Моја браћа        | Леон, Биен                               | Леон, Биен | 1:57    |  |
| 8. | АМГ (бонус сингл) | Биен, Леон                               | Биен, Леон | 1:58    |  |